# Óscar Mingueza
Óscar Mingueza García (Santa Perpètua de Mogoda, 13 de maio de 1999) é um futebolista espanhol que atua como zagueiro e lateral-direito. Atualmente, joga pelo Celta de Vigo.

## Carreira

### Barcelona
Chegou ao Barcelona em 2007, jogando nas categorias de base até 2016. Na equipe Juvenil "A", foi campeão da Liga Jovem da UEFA após o Barcelona derrotar o Chelsea por 3 a 0. Em 2018, foi promovido ao Barcelona B, atuando em 35 jogos desde então, sendo o vice-capitão do time.
Sua estreia no time principal dos Blaugranas foi em novembro de 2020, substituindo o lesionado Gerard Piqué na partida contra o Dínamo de Kiev, pela fase de grupos da Liga dos Campeões da UEFA, e 5 dias depois atuaria pela primeira vez em La Liga, contra o Osasuna. Ambas as partidas terminaram com vitória do Barcelona por 4 a 0. Com Piqué afastado dos gramados, Mingueza ganhou a confiança do treinador Ronald Koeman, atuando em 10 partidas, revezando com Ronald Araújo e Clément Lenglet.

### Celta
No dia 2 de agosto de 2022, o Celta de Vigo anunciou, oficialmente, a contratação de Oscar Mingueza custou cerca de 3.2 milhões de euros, e o Barcelona ainda tem 50% dos direitos econômicos de uma futura venda, além de uma opção de retorno do atleta, Mingueza assinou com o Celta até junho de 2026.

## Carreira internacional
Mingueza representou a Espanha nas categorias Sub-16 e Sub-17.
Mingueza foi convocado pela Seleção Espanhola para a disputa dos Jogos Olímpicos de 2020.

## Títulos
Barcelona
- Copa do Rei: 2020–21

Barcelona (Base)
- Liga Jovem da UEFA: 2017–18